# Бозон (король Нижньої Бургундії)
Бозон I (*Boson de Provence між 841 та 844 —11 січня 887) — король Нижньої Бургундії і Провансу у 879—887 роках. Відомий також як Бозон В'єннський (Арльський, Прованський).

## Життєпис

### Кар'єра у Франкській державі
Походив з династії Бургундських Бозонідів. Другий син Бівіна, абата Горца, та Ріхільди, доньки Бозона Старого, графа Арля, Туріна і Валуа. Тітка Бозона, Теутберга, була дружиною імператора Лотара II.
Народився між 841 та 844 роками. Тривалий час перебув у Горці. Після смерті батька у 863 році перебирається до двору Західно-Франкського королівства. У 870 році — після шлюбу його сестри Ріхільди з королем Карлом II Лисим, його кар'єра пішла вгору. Того ж року Бозон отримав від Карла II заможне абатство Святого Маврикія Агонського (в сучасній Швейцарії).
У січні 871 року Карл II призначив Бозона графом В'єнна і герцогом Ліона замість графа Жерара, який не визнав умов Мерсенського договору, за яким Прованське королівство відходило Карлу II. У 872 році стає канцлером і magister ostiariorum (очільник носіїв) спадкоємця трону, Людовика Заїки, який з 866 року став королем Аквітанії. Тоді ж Бозон отримує в управління Беррійське графство замість графа Жерара Бурзького.
У 875 році, після смерті імператора та короля Італії Людовика II, Бозон разом з братом Річардом брав участь у поході Карла II Лисого до Італії. Після коронації в Римі імператором, Карл II надав Бозонові титул герцога Римського і призначив графом Прованським. У лютому 876 року в Павії Карл II призначив Бозона віце-королем Італії. Крім того, в березні того ж року одружив Бозона з Ірменгардою, єдиної донькою померлого імператора Людовика II.
У 877 році Бозон повертається до Західно-Франкського королівства, залишивши Італію і Прованс своєму братові Річарду і Гуго, незаконному синові короля Лотара II. Того ж року після смерті свого стрийка Екхарда Бозон отримав графства Шалон і Макон. В результаті в його руках опинилися володіння в долинах річок Рони і Сони (графства Прованс, В'єнн, Ліон, Макон і Шалон). В цьому ж році помер Карл Лисий, якого змінив його син Людовик II Заїка.

### Спроба стати королем Італії
У травні 878 року Бозон і його дружина Ірменгарда зустріли в Арлі, де правив двоюрідний брат Бозона — Тібо, папу римського Іоанна VIII, який переховувався у франків від арабського набігу на Італію. Бозон супроводжував Іоанна VIII до Труа, де було організовано великий церковний собор, щоб винести рішення про розлади в імперії, зокрема заколот Бернара Готського проти Людовика II Заїки, а також про спробу Гуго, позашлюбного сина Лотаря II, відновити Лотаринзьке королівство. Після закінчення собору Папа Римський попросив короля Людовика Заїку супроводити його до Риму, обіцяючи коронувати його там імператорської короною, але той відхилив цю пропозицію внаслідок своєї хвороби. В результаті до Риму Іоанна VIII супроводжував Бозон, який уклав таємну угоду про те, щоб коронуватися королем Італії. Але спроба коронації провалилася через заперечення єпископів та італійської знаті, після чого розлючений невдачею Бозон повернувся в свої володіння.

### Король Нижньої Бургундії
У 879 році після смерті короля Західної Франкії Людовика Заїки, його королівство була поділене між синами: Людовик III отримав Нейстрію, а Карломан II — Аквітанію і Бургундію. Граф Бозон став одним з їхніх радників. У тому ж році він ще збільшив свої володіння, отримавши від Т'єррі Підскарбія Отенське графство.
В цей час посилилося невдоволення бургундської знаті і духовенства подіями в королівстві. Вони зібралися 15 жовтня 879 року в замку Мантай (неподалік від В'єнна на Роні) на церковний собор, щоб обрати королем людину, здатну захищати церкву і країну. В результаті королем обрали Бозона, а в утворене Нижнє Бургундське королівство увійшли володіння Бозона (Прованс, Ліон, В'єнн, Шалон, Макон, Отен), а також єпархії 6 архієпископів і 17 єпископів, які обрали Бозона (Окс, Арль, Отен, Авіньйон, Бон, Безансон, Шалон, Діжон, Женева, Гренобль, Лангр, Лозанна, Ліон, Макон, Марсель, Таренте, Тоннер, Труа, Валанс, Вьенн). Фактично до складу держави Бозона увійшла південна частина колишнього Бургундського королівства, а також Прованс.
Коронація відбулася в Ліоні на чолі з архієпископом Ореліаном, який став пізніше канцлером королівства. Столицею королівства став В'єнн. Втім папа римський Іоанн VIII не визнав вибори нового короля, засудивши Бозона I як тирана і узурпатора. Втім з 879 року адміністрація королівства почала діяти, про що свідчать численні акти щодо графств Шалон, Макон, Отен, Женева, Ліон, Таренте. У 880 році король Бозон призначив абата Жілона з Турнуса єпископом Лангру.
Ці події призвели до утворення коаліції каролінзьких королів, спрямованої проти Бозона. Східно-франкські королі Карл III Товстий і Людовик III Молодий приєдналися до Західно-франкських королів Людовика III і Карломана II, які зустрілися в червні 880 року в Гондревілі на Мозелі в Лотарингії і уклали угоду про спільні дії проти Бозона I. При цьому брат останнього Річард, залишився вірним Каролінгам і теж виступив проти Бозона.
Наприкінці 880 року Отен, Безансон, Шалон, Макон і Ліон було захоплено військами каролінгів, незабаром останні взяли в облогу В'єнн. Бозон I відвів більшу частину своєї армії в гори, залишивши командувати обороною міста дружину. Незабаром Карл III Товстий відправився до Італії, щоб коронуватися тамтешнім королем, а західно-франкські королі Людовик III і Карломан II зрозумівши, що не можуть взяти місто, зняли облогу та відступили, що дозволило Бозону повернутися до В'єнну.
Після обрання імператором, Карл III Товстий об'єднався з армією Карломана II і відновив військові дії. В серпні 882 року вони знову почали облогу В'єнна. Отримавши звістку про смерть брата Людовика III, Карломан II зі своєю армією вирушив додому. Втім військо Карла III і без допомоги Карломана змогло взяти місто, яке було пограбовано і сплюндровано. Брат Бозона, Річард, взяв дружину Бозона Ірменгарду разом з дітьми під свій захист і відвіз їх до Отену, в той час, як Бозон сховався в Провансі.
Після смерті Карломана II в 884 році, королем Західної Франкії став імператор Карл III Товстий. Він запропонував Бозону визнати його королем Провансу за умови того, що той підкориться імператору. Бозон прийняв цю пропозицію.
Бозон помер 11 січня 887 року і був похований в соборі Сен-Моріс у В'єнні. Імператор Карл Товстий визнав малолітнього сина Бозона — Людовика королем Нижньої Бургундії, регентшею при сині стала Ірменгарда.

## Родина
Дружина — Ірменгарда (855—896), донька імператора Людовика II
Діти:
- Вілла (873—929), дружина Рудольфа I, король Верхньої Бургундії
- Ангельберга (877—917), дружина: 1) Карломана II, короля Аквітанії; 2) Вільгельма I, граф Оверні, Макона, герцога Аквітанії
- Ірменгарда (880—935), дружина Манасія I Старого, граф Атьє, Оксуа, Авалуа, Бона, Шалона, Десмуа, Лангра з 894
- Людовик (880—928), король Нижньої Бургундії у 887—928 роках, король Італії у 899—905 роках, імператор Заходу у 900—905 роках